# Летісія Ромеро
Летісія Ромеро (ісп. Leticia Romero, нар. 28 травня 1995) — іспанська баскетболістка, срібна призерка Олімпійських ігор 2016 року.

## Виступи на Олімпіадах
| Олімпіада           | Дисципліна | Місце |
| ------------------- | ---------- | ----- |
| Ріо-де-Жанейро 2016 | баскетбол  | 2     |

## Зовнішні посилання
- Летісія Ромеро — олімпійська статистика на сайті Sports-Reference.com (англ.) (архівна версія)